# Cerro de la Estrella
Il Cerro de la Estrella (equivalente spagnolo di Collina della Stella) è una piccola montagna associata con molti siti archeologici mesoamericani precolombiani, situata nella parte sud-orientale della Valle del Messico. Il sito fa parte della città diffusa di Città del Messico, nell'attuale alcaldía di Iztapalapa del Distretto Federale Messicano.

## Storia e scoperta
Uno di questi siti contiene una piramide mesoamericana di 1500 anni, legata all'era Classica della cultura di Teotihuacan, situata sotto un sito religioso cattolico di età coloniale. Scoperto e descritto inizialmente nel 1972, la struttura fu riscoperta il 5 aprile 2006. La piramide alta 20 metri fu originariamente scolpita nel fianco della collina nel 500 a.C., circa 2000 anni prima della conquista spagnola del Messico. Il sito fu abbandonato attorno all'800. Misura 160 metri per lato. I frammenti di ceramica e le strutture cerimoniali convinsero l'archeologa Miriam Advincula ad iniziare nel 2004 la mappatura dell'area.
L'archeologo Jesús Sánchez disse: "La prima volta che gli abitanti locali ci videro scavare non riuscivano a credere che ci fosse una piramide. Fu solo quando furono portati alla luce i lati e la forma della piramide, quando fu trovato il piano dell'altare, che finalmente cedettero". Facendo caso alle importanti celebrazioni che si tenevano in quel luogo durante la Settimana Santa, disse "sia la cultura pre-ispanica che i rituali della Settimana Santa sono retaggi culturali, per cui dobbiamo trovare il modo di proteggerli entrambi".
Un altro importante sito archeologico situato sul Cerro de la Estrella è il tempio azteco del Nuovo Fuoco. Il Cerro de la Estrella era conosciuto come "Huixachtepetl" ("collina dell'acacia dolce", huizache in lingua nahuatl) in tempi aztechi. Durante la cerimonia del Fuoco Nuovo prevista dal calendario azteco, i sacerdoti osservavano il cielo da questo tempio ogni 52 anni, per capire se il mondo sarebbe stato distrutto dagli dei o salvato per altri 52 anni. In caso di salvataggio, i sacerdoti operavano un sacrificio accendendo un nuovo fuoco che sarebbe poi stato portato in ognuna delle città dell'impero azteco.